# Anier García
Anier García Ortiz (født 9. marts 1976 i Santiago de Cuba, Cuba) er en cubansk atletikudøver (hækkeløber), der vandt guld på 110 meter hæk ved OL i Sydney 2000 og bronze på samme distance ved OL i Athen 2004. I VM-sammenhæng er det også til to sølvmedaljer, i Sevilla i 1999 og i Edmonton i 2001.